# Alina Lysenko
Pour les articles homonymes, voir Lysenko.
Alina Aleksandrovna Lysenko (en russe : Алина Александровна Лысенко) est une coureuse cycliste russe née le 17 mai 2003 à Moscou, elle est spécialiste des épreuves de vitesse sur piste.

## Biographie
Alina Lysenko a commencé sa carrière sportive en tant que patineuse artistique. Après avoir abandonné la discipline, elle prend une pause d'un an jusqu'à ce que son frère et son père l'encouragent à commencer le cyclisme à la fin des années 2010. 
En 2020, elle devient double championne d'Europe sur le keirin et la vitesse chez les juniors (moins de 19 ans). L'année suivante, elle décroche un total de huit titres internationaux sur le 500 mètres contre-la-montre, le keirin, la vitesse, et la vitesse par équipes aux mondiaux et aux championnats d'Europe juniors. Toujours en 2021, elle obtient à domicile deux podiums en Coupe des nations et devient championne de Russie de vitesse par équipes.
Néanmoins sa progression est stoppée en 2022 et 2023 en raison de l'interdiction pour les athlètes russes de courir au niveau international, après l'invasion de l'Ukraine par la Russie. Elle fait son retour international en 2024 en tant qu'athlète neutre autorisée. Elle est troisième du keirin lors de la Coupe des Nations de Hong Kong, seulement devancée par Emma Finucane et Emma Hinze. Fin novembre, elle est invitée pour participer à la Ligue des champions, où elle obtient plusieurs podiums, remporte le général de la catégorie sprint.

## Palmarès sur piste

### Championnats du monde
| Édition / Épreuve       | 500 mètres | Keirin | Vitesse individuelle | Vitesse par équipes |
| Le Caire 2021 (juniors) | Or         | Or     | Or                   | Or                  |

### Coupe des nations
- 2021
  - 2e du 500 mètres à Saint-Pétersbourg
  - 2e de la vitesse à Saint-Pétersbourg
- 2024
  - 3e du keirin à Hong Kong
- 2025
  - 2e de la vitesse à Konya

### Ligue des champions
- 2024
  - Classement général du sprint
  - 1re du keirin à Paris
  - 1re du keirin à Apeldoorn (I)
  - 1re du keirin à Apeldoorn (II)
  - 1re du keirin à Londres (I)
  - 1re de la vitesse à Apeldoorn (I)
  - 1re de la vitesse à Apeldoorn (II)
  - 2e de la vitesse à Paris
  - 2e de la vitesse à Londres (II)

### Championnats d'Europe
| Édition / Épreuve          | 500 mètres | Kilomètre | Keirin | Vitesse individuelle | Vitesse par équipes |
| Fiorenzuola 2020 (juniors) |            |           | Or     | Or                   |                     |
| Apeldoorn 2021 (juniors)   | Or         |           | Or     | Or                   | Or                  |
| Heusden-Zolder 2025        |            |           |        | Bronze               |                     |
| Anadia 2025 (espoirs)      |            | Or        | Or     | Argent               |                     |

### Championnats de Russie
- 2019
  - 3e du 500 mètres
  - 3e de la vitesse par équipes
- 2021
  -  Championne de Russie de vitesse par équipes (avec Daria Shmeleva, Ekaterina Rogovaya et Yana Tyshchenko)
  - 2e de la vitesse
  - 3e du 500 mètres
  - 3e de la vitesse par équipes
- 2022
  -  Championne de Russie de vitesse
  - 2e de la vitesse par équipes
  - 3e du keirin